# Gymnocorymbus
A Gymnocorymbus a sugarasúszójú halak (Actinopterygii) osztályának pontylazacalakúak (Characiformes) rendjébe, ezen belül a pontylazacfélék (Characidae) családjába tartozó nem.

## Tudnivalók
A Gymnocorymbus-fajok Dél-Amerika édesvizeinek lakói; a kontinens nagyobb folyóiban is fellelhetők, mint például az Amazonasban és az Orinocóban. Sokukat akváriumi halként is tartják. Méretük fajtól függően 5-7,5 centiméter között változik.

## Rendszerezés
A nembe az alábbi 4 faj tartozik:
- Gymnocorymbus bondi (Fowler, 1911)
- Gymnocorymbus flaviolimai Benine, Melo, Castro & Oliveira, 2015
- fekete tetra (Gymnocorymbus ternetzi) (Boulenger, 1895)
- Gymnocorymbus thayeri Eigenmann, 1908 - típusfaj